# Погаска (Оклахома)
Погаска (англ. Pawhuska) — місто (англ. city) в США, в окрузі Осадж штату Оклахома. Населення — 2984 особи (2020).

## Географія
Погаска розташована за координатами 36°40′8″ пн. ш. 96°19′53″ зх. д. / 36.66889° пн. ш. 96.33139° зх. д. (36.668976, -96.331475).  За даними Бюро перепису населення США в 2010 році місто мало площу 9,36 км², з яких 9,32 км² — суходіл та 0,04 км² — водойми.

## Демографія
Згідно з переписом 2010 року, у місті мешкали 3584 особи в 1483 домогосподарствах у складі 919 родин. Густота населення становила 383 особи/км².  Було 1841 помешкання (197/км²).
Расовий склад населення:
| - 58,6 % — білих - 29,2 % — корінних американців - 3,0 % — чорних або афроамериканців - 0,2 % — азіатів - 0,1 % — вихідців з тихоокеанських островів |

До двох чи більше рас належало 8,2 %. Частка іспаномовних становила 4,2 % від усіх жителів.
За віковим діапазоном населення розподілялося таким чином: 25,9 % — особи молодші 18 років, 56,7 % — особи у віці 18—64 років, 17,4 % — особи у віці 65 років та старші. Медіана віку мешканця становила 38,4 року. На 100 осіб жіночої статі у місті припадало 91,8 чоловіків;  на 100 жінок у віці від 18 років та старших — 87,6 чоловіків також старших 18 років.
Середній дохід на одне домашнє господарство  становив 43 835 доларів США (медіана — 37 292), а середній дохід на одну сім'ю — 58 835 доларів (медіана — 48 827). За межею бідності перебувало 19,8 % осіб, у тому числі 28,5 % дітей у віці до 18 років та 12,8 % осіб у віці 65 років та старших.
Цивільне працевлаштоване населення становило 1650 осіб. Основні галузі зайнятості: освіта, охорона здоров'я та соціальна допомога — 20,1 %, мистецтво, розваги та відпочинок — 14,1 %, публічна адміністрація — 13,8 %.